# Rudolf Ribarz

Rudolf Ribarz (1848–1904)

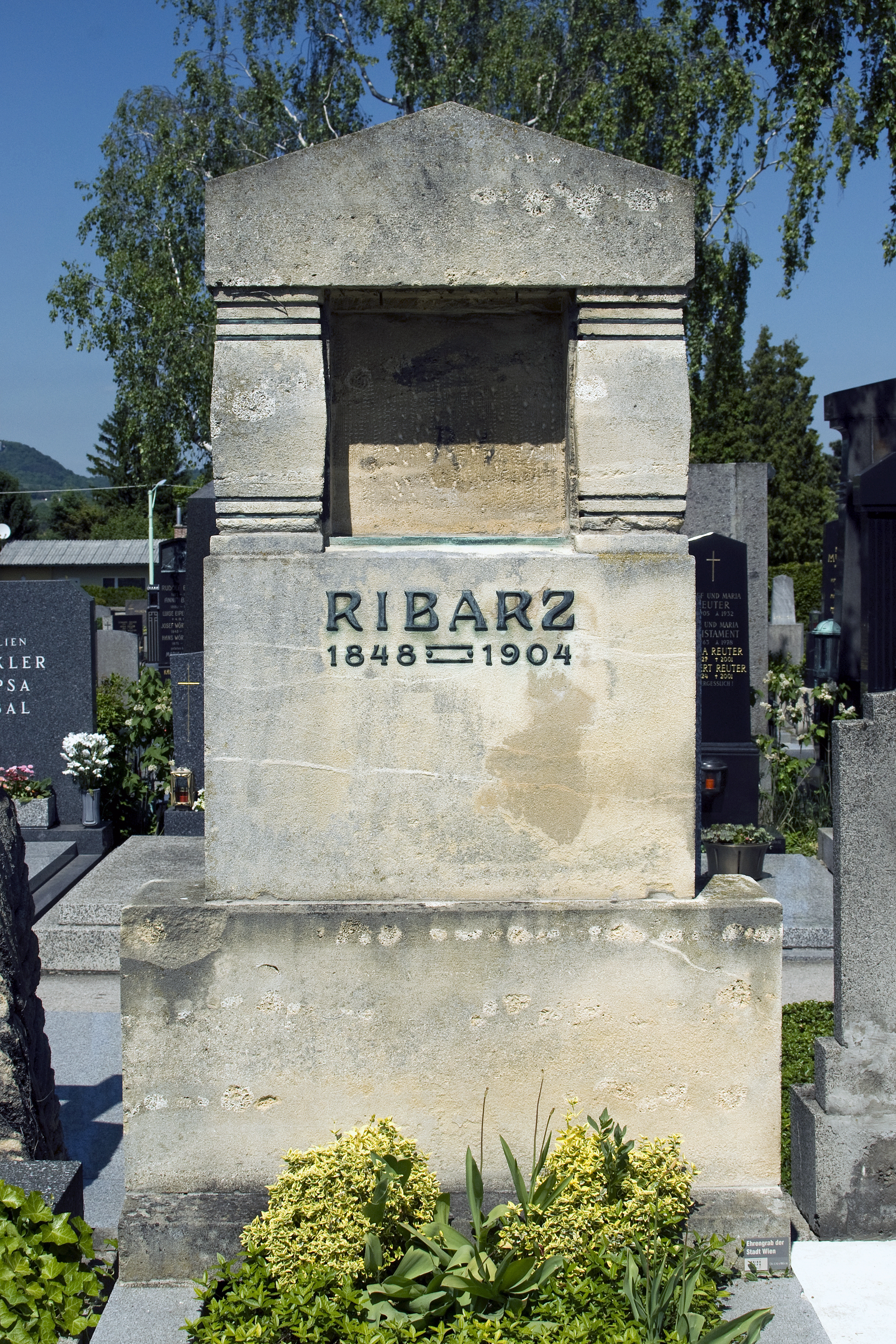
Das Grab von Rudolf Ribarz

Rudolf Ribarz (* 30. Mai 1848 in Wien; † 12. November 1904 ebenda) war ein österreichischer Landschaftsmaler.

## Leben
Ribarz studierte an der Akademie der bildenden Künste in Wien bei Albert Zimmermann, wo er sich mit Emil Jakob Schindler und Eugen Jettel anfreundete. Von 1870 bis 1872 bereiste er Südtirol, Trentino und Venedig, es folgte 1875 ein Studienaufenthalt in Brüssel. 1876 zog Ribarz nach Paris um, wo er Kontakt zu Jean-Baptiste Camille Corot und der Schule von Barbizon hatte. Studienreisen führten ihn unter anderem nach Holland (Wezep, Dordrecht, Rotterdam) und in die Normandie. 1892 kehrte er nach Wien zurück und bekam trotz seiner langen Abwesenheit die Leitung der Abteilung Blumenmalerei an der Wiener Kunstgewerbeschule angeboten. Dort pflegte er zuerst die schlichte, verinnerlichte Landschaftsmalerei (Paysage intime) der Franzosen, später eine mehr dekorative Form der Landschaftsdarstellung. 1900 musste er diese Tätigkeit aufgrund seines sich sukzessive verschlechternden Nervenleidens aufgeben.
Rudolf Ribarz starb 1904; er ist auf dem Döblinger Friedhof in einem ehrenhalber gewidmeten Grab (Gruppe 32, Reihe 5, Nummer 13) beigesetzt. Im Jahr 1936 wurde in Wien-Ottakring (16. Bezirk) die Ribarzgasse nach ihm benannt.

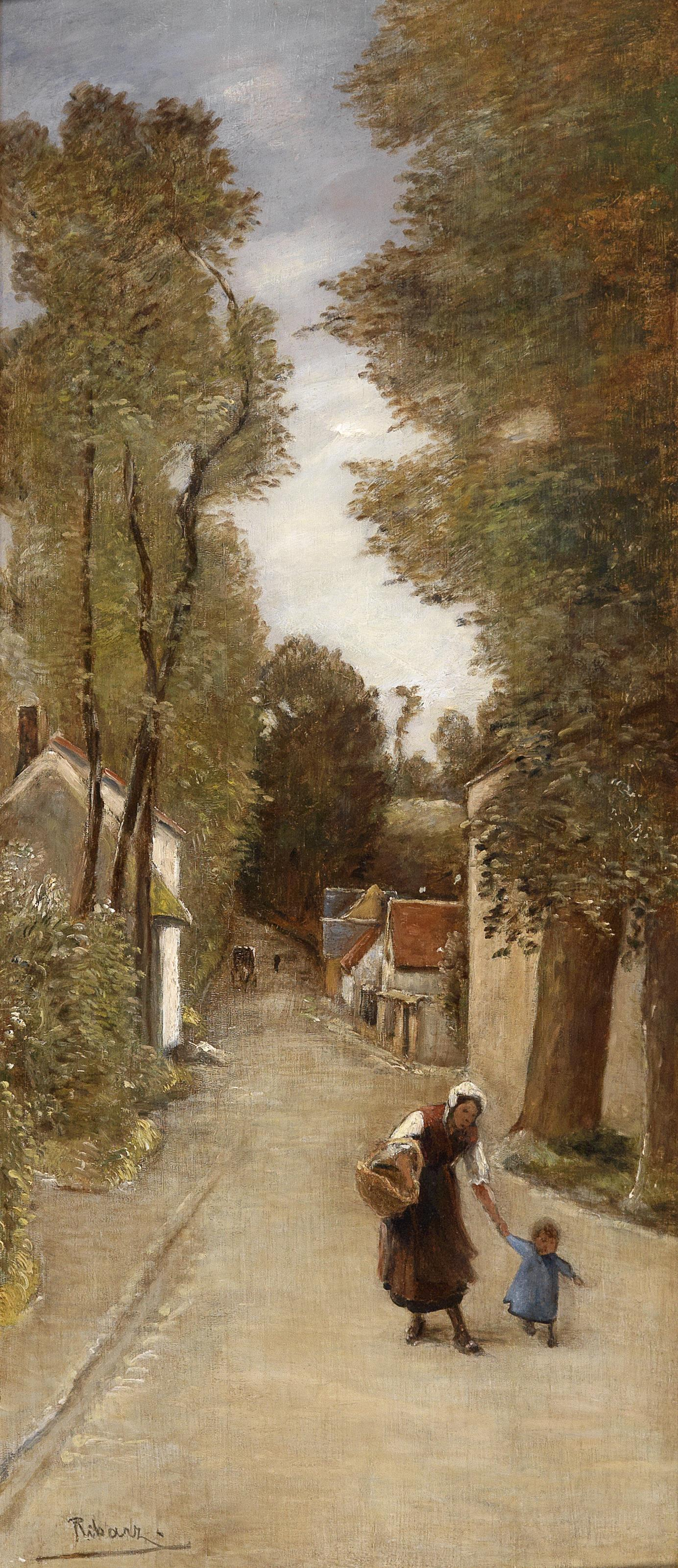
Dorfidylle
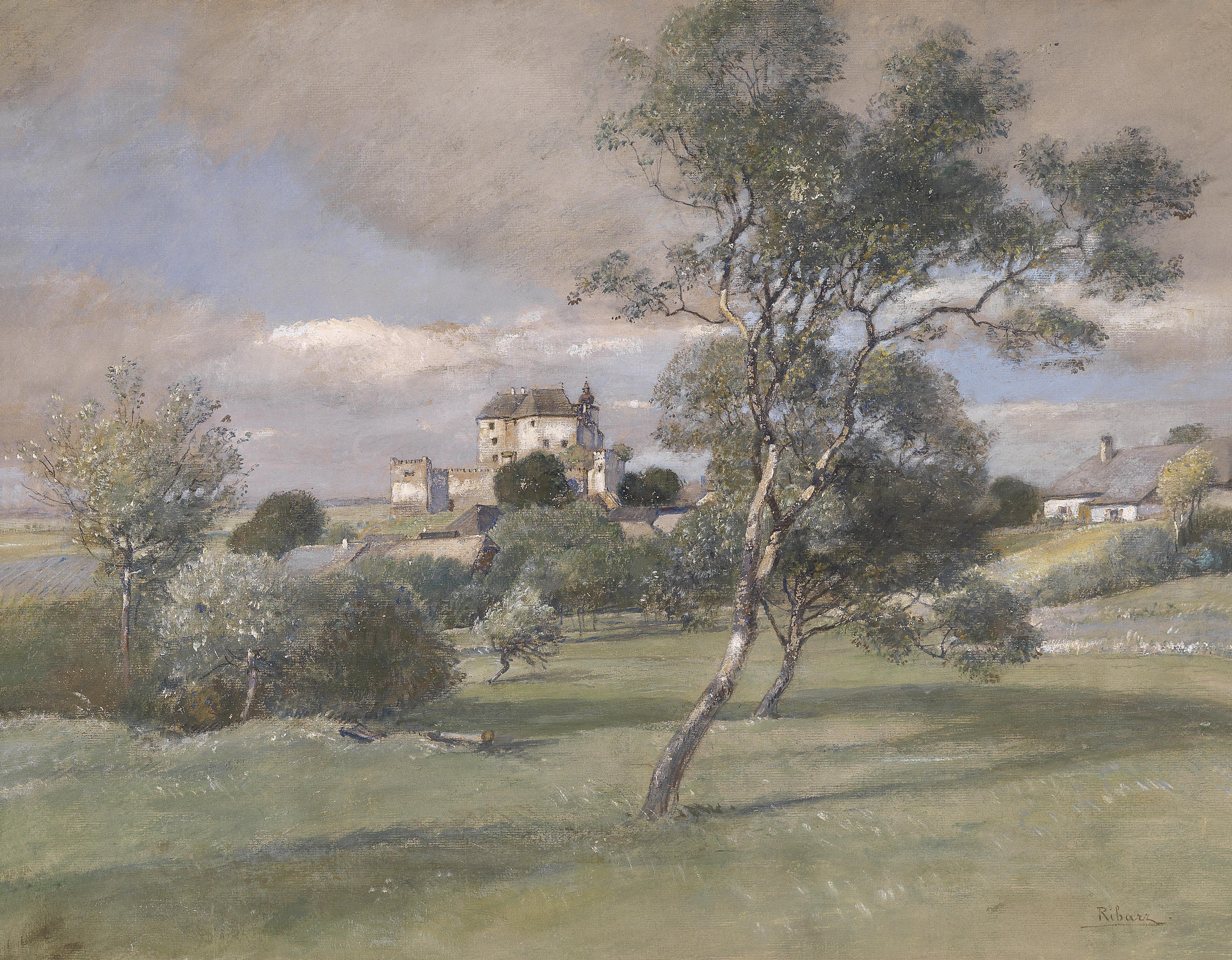
Schloß Albrechtsberg
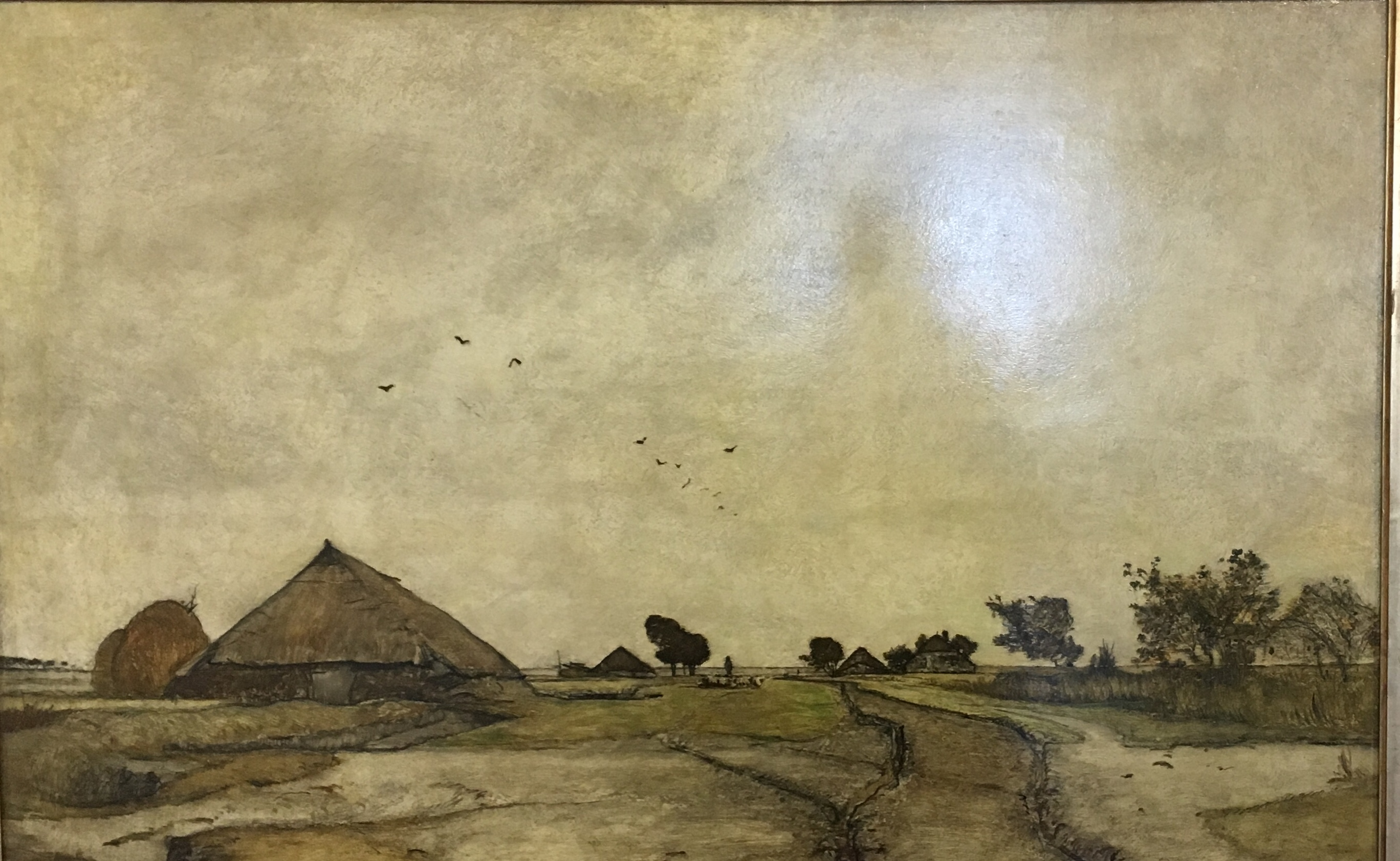
Bauernhof in Wezep